# Толстохвостые галаго
Толстохвостые галаго (лат. Otolemur) — род приматов семейства галаговых. Представители рода встречаются в прибрежных регионах Восточной Африки от Сомали, включая Мозамбик и Танзанию до северных районов Южной Африки, на запад до Анголы. Предпочитают лесные массивы, однако могут встречаться и в саваннах и городских парках.

## Классификация
- Толстохвостый галаго (Otolemur crassicaudatus) с двумя подвидами:
  - Otolemur crassicaudatus crassicaudatus
  - Otolemur crassicaudatus kirkii
- Otolemur monteiri с двумя подвидами:
  - Otolemur monteiri monteiri
  - Otolemur monteiri argentatus
- Галаго Гарнетта (Otolemur garnettii) с четырьмя подвидами:
  - Otolemur garnettii garnettii
  - Otolemur garnettii lasiotis
  - Otolemur garnettii kikuyuensis
  - Otolemur garnettii panganiensis